# II liga argentyńska w piłce nożnej (2009/2010)
Primera B Nacional 2009/2010
Mistrzem drugiej ligi argentyńskiej został klub Olimpo Bahía Blanca, natomiast wicemistrzem - klub CA Argentino de Quilmes.
Drugą ligę argentyńską po sezonie 2009/10 opuściły następujące kluby
| Klub                           | Przyczyna                                            |
| ------------------------------ | ---------------------------------------------------- |
| Olimpo Bahía Blanca            | Awans do I ligi (mistrz II ligi)                     |
| CA Argentino de Quilmes        | Awans do I ligi (wicemistrz II ligi)                 |
| CA All Boys                    | Awans do I ligi (wygrany baraż)                      |
| CA Platense                    | Spadek do III ligi (przedostatni w tabeli spadkowej) |
| Sportivo Italiano Buenos Aires | Spadek do III ligi (ostatni w tabeli spadkowej)      |

Do drugiej ligi argentyńskiej po sezonie 2009/10 przybyły następujące kluby
| Klub                         | Przyczyna                                         |
| ---------------------------- | ------------------------------------------------- |
| Atlético Tucumán             | Spadek z I ligi (przedostatni w tabeli spadkowej) |
| Chacarita Juniors            | Spadek z I ligi (ostatni w tabeli spadkowej)      |
| Rosario Central              | Spadek z I ligi (przegrany baraż)                 |
| Almirante Brown Buenos Aires | Awans z III ligi (mistrz Primera C Metropolitana) |
| Patronato Paraná             | Awans z III ligi (mistrz Torneo Argentino A)      |

## Primera B Nacional

### Kolejka 1
| Data             | Mecz                                                                 |
| ---------------- | -------------------------------------------------------------------- |
| 21 sierpnia 2009 | Atlético Rafaela - Belgrano Córdoba 1:1                              |
| 22 sierpnia 2009 | Gimnasia y Esgrima Jujuy - Unión Santa Fe 2:3                        |
| 22 sierpnia 2009 | Sportivo Italiano Buenos Aires - Independiente Rivadavia Mendoza 3:1 |
| 22 sierpnia 2009 | CA All Boys - CAI Comodoro Rivadavia 1:4                             |
| 22 sierpnia 2009 | Olimpo Bahía Blanca - Ferro Carril Oeste 0:0                         |
| 22 sierpnia 2009 | CA Argentino de Quilmes - Boca Unidos Corrientes 0:0                 |
| 22 sierpnia 2009 | Aldosivi Mar del Plata - Merlo Buenos Aires 2:0                      |
| 23 sierpnia 2009 | Defensa y Justicia Buenos Aires - Tiro Federal Rosario 2:0           |
| 23 sierpnia 2009 | San Martín San Juan - CA Platense 2:1                                |
| 24 sierpnia 2009 | Instituto Córdoba - San Martín Tucumán 1:0                           |

### Kolejka 2
| Data             | Mecz |
| ---------------- | --- |
| 27 sierpnia 2009 | Aldosivi Mar del Plata - Gimnasia y Esgrima Jujuy 0:0                                                        |
| 29 sierpnia 2009 | Merlo Buenos Aires - CA Argentino de Quilmes 0:1 mecz rozegrany został na stadionie klubu Fénix Buenos Aires |
| 29 sierpnia 2009 | Belgrano Córdoba - San Martín San Juan 1:3                                                                   |
| 29 sierpnia 2009 | CA Platense - Olimpo Bahía Blanca 0:0                                                                        |
| 29 sierpnia 2009 | Ferro Carril Oeste - CA All Boys 0:0                                                                         |
| 29 sierpnia 2009 | CAI Comodoro Rivadavia - Sportivo Italiano Buenos Aires 1:0                                                  |
| 29 sierpnia 2009 | Tiro Federal Rosario - Unión Santa Fe 1:2                                                                    |
| 30 sierpnia 2009 | Boca Unidos Corrientes - Atlético Rafaela 1:1                                                                |
| 30 sierpnia 2009 | Independiente Rivadavia Mendoza - Instituto Córdoba 0:0                                                      |
| 31 sierpnia 2009 | San Martín Tucumán - Defensa y Justicia Buenos Aires 1:0                                                     |

### Kolejka 3
| Data            | Mecz                                                                  |
| --------------- | --------------------------------------------------------------------- |
| 3 września 2009 | Olimpo Bahía Blanca - Belgrano Córdoba 1:0                            |
| 4 września 2009 | Atlético Rafaela - Merlo Buenos Aires 1:3                             |
| 6 września 2009 | Gimnasia y Esgrima Jujuy - Tiro Federal Rosario 1:1                   |
| 6 września 2009 | Defensa y Justicia Buenos Aires - Independiente Rivadavia Mendoza 4:4 |
| 6 września 2009 | Instituto Córdoba - CAI Comodoro Rivadavia 2:0                        |
| 6 września 2009 | Sportivo Italiano Buenos Aires - Ferro Carril Oeste 0:4               |
| 6 września 2009 | CA All Boys - CA Platense 3:1                                         |
| 6 września 2009 | San Martín San Juan - Boca Unidos Corrientes 2:0                      |
| 6 września 2009 | CA Argentino de Quilmes - Aldosivi Mar del Plata 2:0                  |
| 7 września 2009 | Unión Santa Fe - San Martín Tucumán 1:0                               |

### Kolejka 4
| Data             | Mecz |
| ---------------- | --- |
| 11 września 2009 | Ferro Carril Oeste - Instituto Córdoba 0:0                                                               |
| 12 września 2009 | CA Argentino de Quilmes - Gimnasia y Esgrima Jujuy 0:0                                                   |
| 12 września 2009 | Aldosivi Mar del Plata - Atlético Rafaela 0:1                                                            |
| 12 września 2009 | Merlo Buenos Aires - San Martín San Juan 1:1 mecz rozegrany został na stadionie klubu Fénix Buenos Aires |
| 12 września 2009 | Boca Unidos Corrientes - Olimpo Bahía Blanca 1:0                                                         |
| 12 września 2009 | Belgrano Córdoba - CA All Boys 1:0                                                                       |
| 12 września 2009 | CAI Comodoro Rivadavia - Defensa y Justicia Buenos Aires 1:3                                             |
| 13 września 2009 | CA Platense - Sportivo Italiano Buenos Aires 2:1                                                         |
| 13 września 2009 | San Martín Tucumán - Tiro Federal Rosario 3:2                                                            |
| 14 września 2009 | Independiente Rivadavia Mendoza - Unión Santa Fe 1:1                                                     |

### Kolejka 5
| Data             | Mecz                                                       |
| ---------------- | ---------------------------------------------------------- |
| 17 września 2009 | San Martín San Juan - Aldosivi Mar del Plata 2:1           |
| 18 września 2009 | CA All Boys - Boca Unidos Corrientes 1:1                   |
| 19 września 2009 | Tiro Federal Rosario - Independiente Rivadavia Mendoza 4:1 |
| 19 września 2009 | Defensa y Justicia Buenos Aires - Ferro Carril Oeste 3:1   |
| 19 września 2009 | Sportivo Italiano Buenos Aires - Belgrano Córdoba 3:0      |
| 19 września 2009 | Olimpo Bahía Blanca - Merlo Buenos Aires 0:0               |
| 19 września 2009 | Atlético Rafaela - CA Argentino de Quilmes 1:0             |
| 19 września 2009 | Gimnasia y Esgrima Jujuy - San Martín Tucumán 2:1          |
| 20 września 2009 | Unión Santa Fe - CAI Comodoro Rivadavia 0:0                |
| 21 września 2009 | Instituto Córdoba - CA Platense 1:0                        |

### Kolejka 6
| Data             | Mecz                                                        |
| ---------------- | ----------------------------------------------------------- |
| 24 września 2009 | Ferro Carril Oeste - Unión Santa Fe 1:1                     |
| 24 września 2009 | Independiente Rivadavia Mendoza - San Martín Tucumán 1:4    |
| 25 września 2009 | Atlético Rafaela - Gimnasia y Esgrima Jujuy 1:0             |
| 25 września 2009 | CA Argentino de Quilmes - San Martín San Juan 1:0           |
| 25 września 2009 | Merlo Buenos Aires - CA All Boys 1:0                        |
| 25 września 2009 | CA Platense - Defensa y Justicia Buenos Aires 1:1           |
| 26 września 2009 | Aldosivi Mar del Plata - Olimpo Bahía Blanca 2:5            |
| 26 września 2009 | Boca Unidos Corrientes - Sportivo Italiano Buenos Aires 2:1 |
| 26 września 2009 | Belgrano Córdoba - Instituto Córdoba 1:1                    |
| 26 września 2009 | CAI Comodoro Rivadavia - Tiro Federal Rosario 2:3           |

### Kolejka 7
| Data             | Mecz                                                           |
| ---------------- | -------------------------------------------------------------- |
| 29 września 2009 | Defensa y Justicia Buenos Aires - Belgrano Córdoba 2:2         |
| 29 września 2009 | Tiro Federal Rosario - Ferro Carril Oeste 0:0                  |
| 29 września 2009 | Gimnasia y Esgrima Jujuy - Independiente Rivadavia Mendoza 1:1 |
| 29 września 2009 | San Martín Tucumán - CAI Comodoro Rivadavia 1:0                |
| 29 września 2009 | Unión Santa Fe - CA Platense 5:1                               |
| 29 września 2009 | Instituto Córdoba - Boca Unidos Corrientes 2:0                 |
| 29 września 2009 | CA All Boys - Aldosivi Mar del Plata 2:0                       |
| 29 września 2009 | Olimpo Bahía Blanca - CA Argentino de Quilmes 2:2              |
| 29 września 2009 | San Martín San Juan - Atlético Rafaela 2:2                     |
| 30 września 2009 | Sportivo Italiano Buenos Aires - Merlo Buenos Aires 0:1        |

### Kolejka 8
| Data                | Mecz                                                         |
| ------------------- | ------------------------------------------------------------ |
| 3 października 2009 | Boca Unidos Corrientes - Defensa y Justicia Buenos Aires 3:3 |
| 3 października 2009 | Ferro Carril Oeste - San Martín Tucumán 1:1                  |
| 3 października 2009 | CAI Comodoro Rivadavia - Independiente Rivadavia Mendoza 0:1 |
| 4 października 2009 | Merlo Buenos Aires - Instituto Córdoba 2:1                   |
| 4 października 2009 | Aldosivi Mar del Plata - Sportivo Italiano Buenos Aires 2:1  |
| 4 października 2009 | Belgrano Córdoba - Unión Santa Fe 3:2                        |
| 4 października 2009 | San Martín San Juan - Gimnasia y Esgrima Jujuy 3:0           |
| 4 października 2009 | Atlético Rafaela - Olimpo Bahía Blanca 0:0                   |
| 4 października 2009 | CA Platense - Tiro Federal Rosario 0:0                       |
| 5 października 2009 | CA Argentino de Quilmes - CA All Boys 0:1                    |

### Kolejka 9
| Data                 | Mecz                                                         |
| -------------------- | ------------------------------------------------------------ |
| 9 października 2009  | Independiente Rivadavia Mendoza - Ferro Carril Oeste 3:2     |
| 9 października 2009  | Unión Santa Fe - Boca Unidos Corrientes 1:0                  |
| 11 października 2009 | Tiro Federal Rosario - Belgrano Córdoba 1:2                  |
| 11 października 2009 | Instituto Córdoba - Aldosivi Mar del Plata 0:0               |
| 11 października 2009 | Sportivo Italiano Buenos Aires - CA Argentino de Quilmes 0:1 |
| 11 października 2009 | CA All Boys - Atlético Rafaela 2:0                           |
| 11 października 2009 | Olimpo Bahía Blanca - San Martín San Juan 3:1                |
| 11 października 2009 | Defensa y Justicia Buenos Aires - Merlo Buenos Aires 1:0     |
| 12 października 2009 | Gimnasia y Esgrima Jujuy - CAI Comodoro Rivadavia 3:0        |
| 12 października 2009 | San Martín Tucumán - CA Platense 2:2                         |

### Kolejka 10
| Data                 | Mecz                                                                                                  |
| -------------------- | --- |
| 16 października 2009 | Atlético Rafaela - Sportivo Italiano Buenos Aires 5:1                                                 |
| 17 października 2009 | Olimpo Bahía Blanca - Gimnasia y Esgrima Jujuy 1:1                                                    |
| 17 października 2009 | CA Argentino de Quilmes - Instituto Córdoba 2:2                                                       |
| 17 października 2009 | Aldosivi Mar del Plata - Defensa y Justicia Buenos Aires 3:1                                          |
| 17 października 2009 | CA Platense - Independiente Rivadavia Mendoza 0:0                                                     |
| 17 października 2009 | Ferro Carril Oeste - CAI Comodoro Rivadavia 1:0                                                       |
| 18 października 2009 | San Martín San Juan - CA All Boys 1:1                                                                 |
| 18 października 2009 | Merlo Buenos Aires - Unión Santa Fe 1:1 mecz rozegrany został na stadionie klubu Armenio Buenos Aires |
| 18 października 2009 | Boca Unidos Corrientes - Tiro Federal Rosario 2:0                                                     |
| 19 października 2009 | Belgrano Córdoba - San Martín Tucumán 0:1                                                             |

### Kolejka 11
| Data                 | Mecz                                                          |
| -------------------- | ------------------------------------------------------------- |
| 22 października 2009 | Instituto Córdoba - Atlético Rafaela 0:1                      |
| 24 października 2009 | CAI Comodoro Rivadavia - CA Platense 0:1                      |
| 24 października 2009 | Independiente Rivadavia Mendoza - Belgrano Córdoba 1:0        |
| 24 października 2009 | Tiro Federal Rosario - Merlo Buenos Aires 2:0                 |
| 24 października 2009 | Defensa y Justicia Buenos Aires - CA Argentino de Quilmes 1:1 |
| 24 października 2009 | Sportivo Italiano Buenos Aires - San Martín San Juan 0:1      |
| 24 października 2009 | CA All Boys - Olimpo Bahía Blanca 1:2                         |
| 25 października 2009 | Gimnasia y Esgrima Jujuy - Ferro Carril Oeste 1:0             |
| 25 października 2009 | San Martín Tucumán - Boca Unidos Corrientes 2:3               |
| 26 października 2009 | Unión Santa Fe - Aldosivi Mar del Plata 2:1                   |

### Kolejka 12
| Data                 | Mecz |
| -------------------- | --- |
| 29 października 2009 | CA All Boys - Gimnasia y Esgrima Jujuy 0:0                                                                |
| 30 października 2009 | Olimpo Bahía Blanca - Sportivo Italiano Buenos Aires 1:0                                                  |
| 30 października 2009 | Merlo Buenos Aires - San Martín Tucumán 1:1 mecz rozegrany został na stadionie klubu Armenio Buenos Aires |
| 30 października 2009 | CA Platense - Ferro Carril Oeste 0:2                                                                      |
| 30 października 2009 | San Martín San Juan - Instituto Córdoba 2:0                                                               |
| 30 października 2009 | Atlético Rafaela - Defensa y Justicia Buenos Aires 0:0                                                    |
| 30 października 2009 | Belgrano Córdoba - CAI Comodoro Rivadavia 1:3                                                             |
| 31 października 2009 | CA Argentino de Quilmes - Unión Santa Fe 2:1                                                              |
| 31 października 2009 | Aldosivi Mar del Plata - Tiro Federal Rosario 3:0                                                         |
| 31 października 2009 | Boca Unidos Corrientes - Independiente Rivadavia Mendoza 0:0                                              |

### Kolejka 13
| Data             | Mecz                                                      |
| ---------------- | --------------------------------------------------------- |
| 3 listopada 2009 | Tiro Federal Rosario - CA Argentino de Quilmes 0:0        |
| 3 listopada 2009 | Sportivo Italiano Buenos Aires - CA All Boys 1:2          |
| 3 listopada 2009 | Gimnasia y Esgrima Jujuy - CA Platense 0:0                |
| 3 listopada 2009 | Ferro Carril Oeste - Belgrano Córdoba 2:1                 |
| 3 listopada 2009 | San Martín Tucumán - Aldosivi Mar del Plata 2:2           |
| 3 listopada 2009 | Instituto Córdoba - Olimpo Bahía Blanca 1:1               |
| 4 listopada 2009 | CAI Comodoro Rivadavia - Boca Unidos Corrientes 0:0       |
| 4 listopada 2009 | Unión Santa Fe - Atlético Rafaela 2:0                     |
| 4 listopada 2009 | Defensa y Justicia Buenos Aires - San Martín San Juan 0:2 |
| 4 listopada 2009 | Independiente Rivadavia Mendoza - Merlo Buenos Aires 0:1  |

### Kolejka 14
| Data             | Mecz                                                          |
| ---------------- | ------------------------------------------------------------- |
| 7 listopada 2009 | Sportivo Italiano Buenos Aires - Gimnasia y Esgrima Jujuy 0:1 |
| 7 listopada 2009 | CA All Boys - Instituto Córdoba 0:1                           |
| 7 listopada 2009 | CA Argentino de Quilmes - San Martín Tucumán 2:1              |
| 7 listopada 2009 | Belgrano Córdoba - CA Platense 2:1                            |
| 8 listopada 2009 | San Martín San Juan - Unión Santa Fe 3:0                      |
| 8 listopada 2009 | Atlético Rafaela - Tiro Federal Rosario 2:0                   |
| 8 listopada 2009 | Aldosivi Mar del Plata - Independiente Rivadavia Mendoza 0:2  |
| 8 listopada 2009 | Merlo Buenos Aires - CAI Comodoro Rivadavia 1:0               |
| 8 listopada 2009 | Boca Unidos Corrientes - Ferro Carril Oeste 1:2               |
| 9 listopada 2009 | Olimpo Bahía Blanca - Defensa y Justicia Buenos Aires 2:0     |

### Kolejka 15
| Data              | Mecz                                                          |
| ----------------- | ------------------------------------------------------------- |
| 13 listopada 2009 | Tiro Federal Rosario - San Martín San Juan 0:2                |
| 14 listopada 2009 | Gimnasia y Esgrima Jujuy - Belgrano Córdoba 2:0               |
| 14 listopada 2009 | CA Platense - Boca Unidos Corrientes 2:0                      |
| 14 listopada 2009 | Ferro Carril Oeste - Merlo Buenos Aires 2:1                   |
| 14 listopada 2009 | CAI Comodoro Rivadavia - Aldosivi Mar del Plata 3:2           |
| 14 listopada 2009 | Independiente Rivadavia Mendoza - CA Argentino de Quilmes 2:4 |
| 14 listopada 2009 | San Martín Tucumán - Atlético Rafaela 2:2                     |
| 14 listopada 2009 | Defensa y Justicia Buenos Aires - CA All Boys 0:1             |
| 14 listopada 2009 | Instituto Córdoba - Sportivo Italiano Buenos Aires 3:0        |
| 16 listopada 2009 | Unión Santa Fe - Olimpo Bahía Blanca 2:0                      |

### Kolejka 16
| Data              | Mecz                                                                 |
| ----------------- | -------------------------------------------------------------------- |
| 19 listopada 2009 | San Martín San Juan - San Martín Tucumán 2:1                         |
| 20 listopada 2009 | Atlético Rafaela - Independiente Rivadavia Mendoza 0:1               |
| 21 listopada 2009 | Instituto Córdoba - Gimnasia y Esgrima Jujuy 1:0                     |
| 21 listopada 2009 | Sportivo Italiano Buenos Aires - Defensa y Justicia Buenos Aires 0:1 |
| 21 listopada 2009 | CA All Boys - Unión Santa Fe 3:2                                     |
| 21 listopada 2009 | Olimpo Bahía Blanca - Tiro Federal Rosario 2:0                       |
| 22 listopada 2009 | Merlo Buenos Aires - CA Platense [at Armenio] 0:0                    |
| 22 listopada 2009 | Boca Unidos Corrientes - Belgrano Córdoba 2:1                        |
| 23 listopada 2009 | CA Argentino de Quilmes - CAI Comodoro Rivadavia 3:1                 |
| 23 listopada 2009 | Aldosivi Mar del Plata - Ferro Carril Oeste 2:1                      |

### Kolejka 17
| Data              | Mecz                                                      |
| ----------------- | --------------------------------------------------------- |
| 26 listopada 2009 | San Martín Tucumán - Olimpo Bahía Blanca 2:2              |
| 28 listopada 2009 | Gimnasia y Esgrima Jujuy - Boca Unidos Corrientes 1:1     |
| 28 listopada 2009 | Belgrano Córdoba - Merlo Buenos Aires 2:1                 |
| 28 listopada 2009 | CA Platense - Aldosivi Mar del Plata 0:0                  |
| 28 listopada 2009 | Ferro Carril Oeste - CA Argentino de Quilmes 1:0          |
| 28 listopada 2009 | CAI Comodoro Rivadavia - Atlético Rafaela 3:1             |
| 28 listopada 2009 | Tiro Federal Rosario - CA All Boys 0:0                    |
| 28 listopada 2009 | Defensa y Justicia Buenos Aires - Instituto Córdoba 1:3   |
| 29 listopada 2009 | Unión Santa Fe - Sportivo Italiano Buenos Aires 2:1       |
| 30 listopada 2009 | Independiente Rivadavia Mendoza - San Martín San Juan 0:0 |

### Kolejka 18
| Data           | Mecz |
| -------------- | --- |
| 3 grudnia 2009 | Atlético Rafaela - Ferro Carril Oeste 3:0                                                                     |
| 4 grudnia 2009 | CA Argentino de Quilmes - CA Platense 0:0                                                                     |
| 5 grudnia 2009 | Defensa y Justicia Buenos Aires - Gimnasia y Esgrima Jujuy 2:0                                                |
| 5 grudnia 2009 | Sportivo Italiano Buenos Aires - Tiro Federal Rosario 2:2                                                     |
| 5 grudnia 2009 | CA All Boys - San Martín Tucumán 1:0                                                                          |
| 5 grudnia 2009 | Olimpo Bahía Blanca - Independiente Rivadavia Mendoza 2:1                                                     |
| 5 grudnia 2009 | Aldosivi Mar del Plata - Belgrano Córdoba 1:2                                                                 |
| 6 grudnia 2009 | Merlo Buenos Aires - Boca Unidos Corrientes 1:1 mecz rozegrany został na stadionie klubu Armenio Buenos Aires |
| 6 grudnia 2009 | San Martín San Juan - CAI Comodoro Rivadavia 1:0                                                              |
| 7 grudnia 2009 | Instituto Córdoba - Unión Santa Fe 2:1                                                                        |

### Kolejka 19
| Data            | Mecz                                                    |
| --------------- | ------------------------------------------------------- |
| 10 grudnia 2009 | Belgrano Córdoba - CA Argentino de Quilmes 4:1          |
| 11 grudnia 2009 | Independiente Rivadavia Mendoza - CA All Boys 0:1       |
| 11 grudnia 2009 | San Martín Tucumán - Sportivo Italiano Buenos Aires 1:0 |
| 12 grudnia 2009 | Gimnasia y Esgrima Jujuy - Merlo Buenos Aires 2:1       |
| 12 grudnia 2009 | CA Platense - Atlético Rafaela 1:0                      |
| 12 grudnia 2009 | Ferro Carril Oeste - San Martín San Juan 0:0            |
| 12 grudnia 2009 | CAI Comodoro Rivadavia - Olimpo Bahía Blanca 2:2        |
| 12 grudnia 2009 | Tiro Federal Rosario - Instituto Córdoba 2:0            |
| 13 grudnia 2009 | Boca Unidos Corrientes - Aldosivi Mar del Plata 2:1     |
| 13 grudnia 2009 | Unión Santa Fe - Defensa y Justicia Buenos Aires 1:0    |

### Kolejka 20
| Data             | Mecz |
| ---------------- | --- |
| 28 stycznia 2010 | Unión Santa Fe - Gimnasia y Esgrima Jujuy 1:0                                                                 |
| 29 stycznia 2010 | Belgrano Córdoba - Atlético Rafaela 1:0                                                                       |
| 29 stycznia 2010 | CA Platense - San Martín San Juan 1:1                                                                         |
| 30 stycznia 2010 | CAI Comodoro Rivadavia - CA All Boys 1:2                                                                      |
| 30 stycznia 2010 | Ferro Carril Oeste - Olimpo Bahía Blanca 0:1                                                                  |
| 30 stycznia 2010 | Tiro Federal Rosario - Defensa y Justicia Buenos Aires 2:0                                                    |
| 31 stycznia 2010 | Independiente Rivadavia Mendoza - Sportivo Italiano Buenos Aires 4:1                                          |
| 31 stycznia 2010 | Boca Unidos Corrientes - CA Argentino de Quilmes 4:0                                                          |
| 31 stycznia 2010 | Merlo Buenos Aires - Aldosivi Mar del Plata 2:0 mecz rozegrany został na stadionie klubu Armenio Buenos Aires |
| 1 lutego 2010    | San Martín Tucumán - Instituto Córdoba 0:2                                                                    |

### Kolejka 21
| Data          | Mecz                                                        |
| ------------- | ----------------------------------------------------------- |
| 4 lutego 2010 | San Martín San Juan - Belgrano Córdoba 2:2                  |
| 5 lutego 2010 | Unión Santa Fe - Tiro Federal Rosario 2:3                   |
| 5 lutego 2010 | Atlético Rafaela - Boca Unidos Corrientes 2:0               |
| 6 lutego 2010 | Gimnasia y Esgrima Jujuy - Aldosivi Mar del Plata 1:0       |
| 6 lutego 2010 | Sportivo Italiano Buenos Aires - CAI Comodoro Rivadavia 2:3 |
| 6 lutego 2010 | CA All Boys - Ferro Carril Oeste 2:0                        |
| 6 lutego 2010 | CA Argentino de Quilmes - Merlo Buenos Aires 2:0            |
| 6 lutego 2010 | Instituto Córdoba - Independiente Rivadavia Mendoza 1:0     |
| 6 lutego 2010 | Defensa y Justicia Buenos Aires - San Martín Tucumán 2:1    |
| 8 lutego 2010 | Olimpo Bahía Blanca - CA Platense 2:1                       |

### Kolejka 22
| Data           | Mecz |
| -------------- | --- |
| 11 lutego 2010 | San Martín Tucumán - Unión Santa Fe 1:0                                                                 |
| 12 lutego 2010 | Independiente Rivadavia Mendoza - Defensa y Justicia Buenos Aires 3:4                                   |
| 13 lutego 2010 | CAI Comodoro Rivadavia - Instituto Córdoba 1:1                                                          |
| 13 lutego 2010 | CA Platense - CA All Boys 2:0                                                                           |
| 13 lutego 2010 | Ferro Carril Oeste - Sportivo Italiano Buenos Aires 1:2                                                 |
| 13 lutego 2010 | Aldosivi Mar del Plata - CA Argentino de Quilmes 0:1                                                    |
| 13 lutego 2010 | Belgrano Córdoba - Olimpo Bahía Blanca 0:0                                                              |
| 13 lutego 2010 | Tiro Federal Rosario - Gimnasia y Esgrima Jujuy 1:1                                                     |
| 14 lutego 2010 | Boca Unidos Corrientes - San Martín San Juan 2:1                                                        |
| 14 lutego 2010 | Merlo Buenos Aires - Atlético Rafaela 0:1 mecz rozegrany został na stadionie klubu Armenio Buenos Aires |

### Kolejka 23
| Data           | Mecz                                                         |
| -------------- | ------------------------------------------------------------ |
| 19 lutego 2010 | Tiro Federal Rosario - San Martín Tucumán 0:1                |
| 19 lutego 2010 | Atlético Rafaela - Aldosivi Mar del Plata 4:0                |
| 19 lutego 2010 | Gimnasia y Esgrima Jujuy - CA Argentino de Quilmes 1:2       |
| 19 lutego 2010 | Unión Santa Fe - Independiente Rivadavia Mendoza 3:0         |
| 20 lutego 2010 | Olimpo Bahía Blanca - Boca Unidos Corrientes 0:0             |
| 20 lutego 2010 | CA All Boys - Belgrano Córdoba 0:1                           |
| 20 lutego 2010 | Defensa y Justicia Buenos Aires - CAI Comodoro Rivadavia 3:2 |
| 20 lutego 2010 | Sportivo Italiano Buenos Aires - CA Platense 0:2             |
| 21 lutego 2010 | San Martín San Juan - Merlo Buenos Aires 3:0                 |
| 22 lutego 2010 | Instituto Córdoba - Ferro Carril Oeste 1:0                   |

### Kolejka 24
| Data           | Mecz |
| -------------- | --- |
| 25 lutego 2010 | CA Argentino de Quilmes - Atlético Rafaela 1:3                                                            |
| 26 lutego 2010 | Merlo Buenos Aires - Olimpo Bahía Blanca 0:0mecz rozegrany został na stadionie klubu Armenio Buenos Aires |
| 26 lutego 2010 | Independiente Rivadavia Mendoza - Tiro Federal Rosario 1:3                                                |
| 27 lutego 2010 | Aldosivi Mar del Plata - San Martín San Juan 0:0                                                          |
| 27 lutego 2010 | Ferro Carril Oeste - Defensa y Justicia Buenos Aires 2:2                                                  |
| 27 lutego 2010 | Belgrano Córdoba - Sportivo Italiano Buenos Aires 4:1                                                     |
| 27 lutego 2010 | San Martín Tucumán - Gimnasia y Esgrima Jujuy 0:1                                                         |
| 27 lutego 2010 | CAI Comodoro Rivadavia - Unión Santa Fe 1:1                                                               |
| 27 lutego 2010 | CA Platense - Instituto Córdoba 1:2                                                                       |
| 28 lutego 2010 | Boca Unidos Corrientes - CA All Boys 0:1                                                                  |

### Kolejka 25
| Data         | Mecz                                                        |
| ------------ | ----------------------------------------------------------- |
| 4 marca 2010 | San Martín San Juan - CA Argentino de Quilmes 0:1           |
| 5 marca 2010 | Unión Santa Fe - Ferro Carril Oeste 2:2                     |
| 5 marca 2010 | San Martín Tucumán - Independiente Rivadavia Mendoza 0:0    |
| 5 marca 2010 | Gimnasia y Esgrima Jujuy - Atlético Rafaela 1:0             |
| 5 marca 2010 | CA All Boys - Merlo Buenos Aires 1:2                        |
| 5 marca 2010 | Defensa y Justicia Buenos Aires - CA Platense 1:1           |
| 5 marca 2010 | Olimpo Bahía Blanca - Aldosivi Mar del Plata 2:0            |
| 5 marca 2010 | Instituto Córdoba - Belgrano Córdoba 1:1                    |
| 5 marca 2010 | Tiro Federal Rosario - CAI Comodoro Rivadavia 2:3           |
| 6 marca 2010 | Sportivo Italiano Buenos Aires - Boca Unidos Corrientes 0:3 |

### Kolejka 26
| Data          | Mecz |
| ------------- | --- |
| 9 marca 2010  | Boca Unidos Corrientes - Instituto Córdoba 0:0                                                                                               |
| 9 marca 2010  | CAI Comodoro Rivadavia - San Martín Tucumán 1:1                                                                                              |
| 9 marca 2010  | Merlo Buenos Aires - Sportivo Italiano Buenos Aires 1:0 mecz rozegrany został na stadionie klubu Armenio Buenos Aires                        |
| 9 marca 2010  | Ferro Carril Oeste - Tiro Federal Rosario 0:0                                                                                                |
| 9 marca 2010  | CA Platense - Unión Santa Fe 2:1 |
| 9 marca 2010  | Aldosivi Mar del Plata - CA All Boys 2:0 |
| 9 marca 2010  | Belgrano Córdoba - Defensa y Justicia Buenos Aires 2:0                                                                                       |
| 9 marca 2010  | CA Argentino de Quilmes - Olimpo Bahía Blanca 1:0                                                                                            |
| 10 marca 2010 | Atlético Rafaela - San Martín San Juan 0:0                                                                                                   |
| 10 marca 2010 | Independiente Rivadavia Mendoza - Gimnasia y Esgrima Jujuy 0:3vo mecz przerwany w 87 minucie przy stanie 1:3 - zweryfikowany na walkower 0:3 |

### Kolejka 27
| Data          | Mecz                                                         |
| ------------- | ------------------------------------------------------------ |
| 13 marca 2010 | Sportivo Italiano Buenos Aires - Aldosivi Mar del Plata 1:1  |
| 13 marca 2010 | Tiro Federal Rosario - CA Platense 3:1                       |
| 13 marca 2010 | CA All Boys - CA Argentino de Quilmes 1:0                    |
| 14 marca 2010 | Defensa y Justicia Buenos Aires - Boca Unidos Corrientes 3:1 |
| 14 marca 2010 | Olimpo Bahía Blanca - Atlético Rafaela 0:2                   |
| 14 marca 2010 | San Martín Tucumán - Ferro Carril Oeste 1:0                  |
| 14 marca 2010 | Independiente Rivadavia Mendoza - CAI Comodoro Rivadavia 2:2 |
| 14 marca 2010 | Unión Santa Fe - Belgrano Córdoba 2:2                        |
| 15 marca 2010 | Instituto Córdoba - Merlo Buenos Aires 1:0                   |
| 15 marca 2010 | Gimnasia y Esgrima Jujuy - San Martín San Juan 3:2           |

### Kolejka 28
| Data          | Mecz |
| ------------- | --- |
| 19 marca 2010 | CA Platense - San Martín Tucumán 3:0                                                                                   |
| 20 marca 2010 | CAI Comodoro Rivadavia - Gimnasia y Esgrima Jujuy 1:1                                                                  |
| 20 marca 2010 | Aldosivi Mar del Plata - Instituto Córdoba 2:0                                                                         |
| 20 marca 2010 | Ferro Carril Oeste - Independiente Rivadavia Mendoza 1:0                                                               |
| 20 marca 2010 | CA Argentino de Quilmes - Sportivo Italiano Buenos Aires 2:0                                                           |
| 21 marca 2010 | Boca Unidos Corrientes - Unión Santa Fe 2:2                                                                            |
| 21 marca 2010 | Atlético Rafaela - CA All Boys 4:1                                                                                     |
| 21 marca 2010 | Merlo Buenos Aires - Defensa y Justicia Buenos Aires 2:1 mecz rozegrany został na stadionie klubu Armenio Buenos Aires |
| 22 marca 2010 | Belgrano Córdoba - Tiro Federal Rosario 2:0                                                                            |
| 22 marca 2010 | San Martín San Juan - Olimpo Bahía Blanca 1:1                                                                          |

### Kolejka 29
| Data          | Mecz |
| ------------- | --- |
| 25 marca 2010 | Instituto Córdoba - CA Argentino de Quilmes 0:1                                                                                |
| 27 marca 2010 | Sportivo Italiano Buenos Aires - Atlético Rafaela 3:1                                                                          |
| 27 marca 2010 | CAI Comodoro Rivadavia - Ferro Carril Oeste 2:0                                                                                |
| 27 marca 2010 | Independiente Rivadavia Mendoza - CA Platense 2:1                                                                              |
| 27 marca 2010 | CA All Boys - San Martín San Juan 3:0                                                                                          |
| 27 marca 2010 | Unión Santa Fe - Merlo Buenos Aires 2:0                                                                                        |
| 28 marca 2010 | Gimnasia y Esgrima Jujuy - Olimpo Bahía Blanca 0:4                                                                             |
| 28 marca 2010 | Defensa y Justicia Buenos Aires - Aldosivi Mar del Plata 1:4 mecz rozegrany przy pustych trybunach na stadionie klubu CA Lanús |
| 28 marca 2010 | Tiro Federal Rosario - Boca Unidos Corrientes 6:0                                                                              |
| 29 marca 2010 | San Martín Tucumán - Belgrano Córdoba 1:0                                                                                      |

### Kolejka 30
| Data            | Mecz |
| --------------- | --- |
| 1 kwietnia 2010 | CA Platense - CAI Comodoro Rivadavia 4:1                                                                    |
| 2 kwietnia 2010 | San Martín San Juan - Sportivo Italiano Buenos Aires 4:0                                                    |
| 3 kwietnia 2010 | Belgrano Córdoba - Independiente Rivadavia Mendoza 0:1                                                      |
| 3 kwietnia 2010 | CA Argentino de Quilmes - Defensa y Justicia Buenos Aires 2:1                                               |
| 3 kwietnia 2010 | Olimpo Bahía Blanca - CA All Boys 2:1                                                                       |
| 3 kwietnia 2010 | Ferro Carril Oeste - Gimnasia y Esgrima Jujuy 1:0                                                           |
| 3 kwietnia 2010 | Aldosivi Mar del Plata - Unión Santa Fe 1:0                                                                 |
| 4 kwietnia 2010 | Boca Unidos Corrientes - San Martín Tucumán 0:0                                                             |
| 4 kwietnia 2010 | Merlo Buenos Aires - Tiro Federal Rosario 1:2 mecz rozegrany został na stadionie klubu Armenio Buenos Aires |
| 5 kwietnia 2010 | Atlético Rafaela - Instituto Córdoba 1:0                                                                    |

### Kolejka 31
| Data             | Mecz                                                         |
| ---------------- | ------------------------------------------------------------ |
| 8 kwietnia 2010  | Ferro Carril Oeste - CA Platense 1:0                         |
| 9 kwietnia 2010  | Gimnasia y Esgrima Jujuy - CA All Boys 1:0                   |
| 9 kwietnia 2010  | San Martín Tucumán - Merlo Buenos Aires 4:3                  |
| 9 kwietnia 2010  | CAI Comodoro Rivadavia - Belgrano Córdoba 0:1                |
| 9 kwietnia 2010  | Unión Santa Fe - CA Argentino de Quilmes 0:0                 |
| 9 kwietnia 2010  | Tiro Federal Rosario - Aldosivi Mar del Plata 3:4            |
| 9 kwietnia 2010  | Independiente Rivadavia Mendoza - Boca Unidos Corrientes 2:2 |
| 10 kwietnia 2010 | Defensa y Justicia Buenos Aires - Atlético Rafaela 3:1       |
| 10 kwietnia 2010 | Sportivo Italiano Buenos Aires - Olimpo Bahía Blanca 0:3     |
| 10 kwietnia 2010 | Instituto Córdoba - San Martín San Juan 2:0                  |

### Kolejka 32
| Data             | Mecz                                                      |
| ---------------- | --------------------------------------------------------- |
| 13 kwietnia 2010 | Boca Unidos Corrientes - CAI Comodoro Rivadavia 0:1       |
| 13 kwietnia 2010 | Merlo Buenos Aires - Independiente Rivadavia Mendoza 4:1  |
| 13 kwietnia 2010 | Aldosivi Mar del Plata - San Martín Tucumán 3:1           |
| 13 kwietnia 2010 | CA All Boys - Sportivo Italiano Buenos Aires 5:4          |
| 13 kwietnia 2010 | Belgrano Córdoba - Ferro Carril Oeste 3:1                 |
| 13 kwietnia 2010 | San Martín San Juan - Defensa y Justicia Buenos Aires 1:1 |
| 14 kwietnia 2010 | Olimpo Bahía Blanca - Instituto Córdoba 1:0               |
| 14 kwietnia 2010 | CA Platense - Gimnasia y Esgrima Jujuy 3:1                |
| 14 kwietnia 2010 | CA Argentino de Quilmes - Tiro Federal Rosario 1:0        |
| 14 kwietnia 2010 | Atlético Rafaela - Unión Santa Fe 3:0                     |

### Kolejka 33
| Data             | Mecz                                                          |
| ---------------- | ------------------------------------------------------------- |
| 17 kwietnia 2010 | Defensa y Justicia Buenos Aires - Olimpo Bahía Blanca 0:2     |
| 17 kwietnia 2010 | CAI Comodoro Rivadavia - Merlo Buenos Aires 4:0               |
| 17 kwietnia 2010 | Ferro Carril Oeste - Boca Unidos Corrientes 3:4               |
| 17 kwietnia 2010 | Instituto Córdoba - CA All Boys 1:1                           |
| 17 kwietnia 2010 | Unión Santa Fe - San Martín San Juan 3:0                      |
| 18 kwietnia 2010 | CA Platense - Belgrano Córdoba 0:0                            |
| 18 kwietnia 2010 | Gimnasia y Esgrima Jujuy - Sportivo Italiano Buenos Aires 0:1 |
| 18 kwietnia 2010 | Independiente Rivadavia Mendoza - Aldosivi Mar del Plata 2:0  |
| 19 kwietnia 2010 | Tiro Federal Rosario - Atlético Rafaela 1:2                   |
| 19 kwietnia 2010 | San Martín Tucumán - CA Argentino de Quilmes 1:1              |

### Kolejka 34
| Data             | Mecz                                                          |
| ---------------- | ------------------------------------------------------------- |
| 22 kwietnia 2010 | Olimpo Bahía Blanca - Unión Santa Fe 2:1                      |
| 23 kwietnia 2010 | Atlético Rafaela - San Martín Tucumán 0:0                     |
| 24 kwietnia 2010 | Boca Unidos Corrientes - CA Platense 1:0                      |
| 24 kwietnia 2010 | Aldosivi Mar del Plata - CAI Comodoro Rivadavia 0:2           |
| 24 kwietnia 2010 | Sportivo Italiano Buenos Aires - Instituto Córdoba 0:3        |
| 24 kwietnia 2010 | Merlo Buenos Aires - Ferro Carril Oeste 0:0                   |
| 24 kwietnia 2010 | Belgrano Córdoba - Gimnasia y Esgrima Jujuy 0:0               |
| 24 kwietnia 2010 | San Martín San Juan - Tiro Federal Rosario 1:3                |
| 24 kwietnia 2010 | CA All Boys - Defensa y Justicia Buenos Aires 1:0             |
| 25 kwietnia 2010 | CA Argentino de Quilmes - Independiente Rivadavia Mendoza 1:1 |

### Kolejka 35
| Data             | Mecz                                                                 |
| ---------------- | -------------------------------------------------------------------- |
| 29 kwietnia 2010 | Ferro Carril Oeste - Aldosivi Mar del Plata 2:1                      |
| 29 kwietnia 2010 | CA Platense - Merlo Buenos Aires 2:2                                 |
| 29 kwietnia 2010 | San Martín Tucumán - San Martín San Juan 0:0                         |
| 29 kwietnia 2010 | Tiro Federal Rosario - Olimpo Bahía Blanca 0:2                       |
| 30 kwietnia 2010 | CAI Comodoro Rivadavia - CA Argentino de Quilmes 0:0                 |
| 30 kwietnia 2010 | Defensa y Justicia Buenos Aires - Sportivo Italiano Buenos Aires 1:0 |
| 30 kwietnia 2010 | Unión Santa Fe - CA All Boys 0:2                                     |
| 30 kwietnia 2010 | Belgrano Córdoba - Boca Unidos Corrientes 2:2                        |
| 30 kwietnia 2010 | Independiente Rivadavia Mendoza - Atlético Rafaela 4:3               |
| 30 kwietnia 2010 | Gimnasia y Esgrima Jujuy - Instituto Córdoba 2:1                     |

### Kolejka 36
| Data         | Mecz |
| ------------ | --- |
| 4 maja 2010  | Instituto Córdoba - Defensa y Justicia Buenos Aires 0:0                                                                                  |
| 4 maja 2010  | Boca Unidos Corrientes - Gimnasia y Esgrima Jujuy 0:0                                                                                    |
| 4 maja 2010  | Sportivo Italiano Buenos Aires - Unión Santa Fe 2:2                                                                                      |
| 4 maja 2010  | Merlo Buenos Aires - Belgrano Córdoba 1:1 mecz rozegrany został na stadionie klubu Armenio Buenos Aires                                  |
| 4 maja 2010  | Olimpo Bahía Blanca - San Martín Tucumán 0:0                                                                                             |
| 4 maja 2010  | Aldosivi Mar del Plata - CA Platense 1:2                                                                                                 |
| 4 maja 2010  | CA All Boys - Tiro Federal Rosario 2:1                                                                                                   |
| 4 maja 2010  | CA Argentino de Quilmes - Ferro Carril Oeste 0:1                                                                                         |
| 4 maja 2010  | Atlético Rafaela abd CAI Comodoro Rivadavia 1:1 mecz przerwany w 46 minucie przy stanie 1:1 - dokończony 11 maja                         |
| 4 maja 2010  | San Martín San Juan awd Independiente Rivadavia Mendoza 0:3vo mecz przerwany w 73 minucie przy stanie 1:3, zweryfikowany na walkower 0:3 |
| 11 maja 2010 | Atlético Rafaela - CAI Comodoro Rivadavia 2:1 dokończenie brajujących 45 minut z 4 maja                                                  |

### Kolejka 37
| Data         | Mecz                                                           |
| ------------ | -------------------------------------------------------------- |
| 8 maja 2010  | Boca Unidos Corrientes - Merlo Buenos Aires 0:1                |
| 8 maja 2010  | CAI Comodoro Rivadavia - San Martín San Juan 1:1               |
| 8 maja 2010  | CA Platense - CA Argentino de Quilmes 1:1                      |
| 8 maja 2010  | Ferro Carril Oeste - Atlético Rafaela 0:0                      |
| 8 maja 2010  | Gimnasia y Esgrima Jujuy - Defensa y Justicia Buenos Aires 0:4 |
| 8 maja 2010  | San Martín Tucumán - CA All Boys 1:0                           |
| 8 maja 2010  | Tiro Federal Rosario - Sportivo Italiano Buenos Aires 1:3      |
| 8 maja 2010  | Unión Santa Fe - Instituto Córdoba 2:2                         |
| 8 maja 2010  | Independiente Rivadavia Mendoza - Olimpo Bahía Blanca 1:0      |
| 10 maja 2010 | Belgrano Córdoba - Aldosivi Mar del Plata 1:0                  |

### Kolejka 38
| Data         | Mecz                                                    |
| ------------ | ------------------------------------------------------- |
| 15 maja 2010 | CA Argentino de Quilmes - Belgrano Córdoba 0:0          |
| 15 maja 2010 | CA All Boys - Independiente Rivadavia Mendoza 2:0       |
| 15 maja 2010 | Merlo Buenos Aires - Gimnasia y Esgrima Jujuy 0:1       |
| 15 maja 2010 | Atlético Rafaela - CA Platense 2:0                      |
| 15 maja 2010 | San Martín San Juan - Ferro Carril Oeste 1:1            |
| 15 maja 2010 | Olimpo Bahía Blanca - CAI Comodoro Rivadavia 2:0        |
| 15 maja 2010 | Instituto Córdoba - Tiro Federal Rosario 0:3            |
| 15 maja 2010 | Aldosivi Mar del Plata - Boca Unidos Corrientes 3:1     |
| 15 maja 2010 | Defensa y Justicia Buenos Aires - Unión Santa Fe 2:0    |
| 17 maja 2010 | Sportivo Italiano Buenos Aires - San Martín Tucumán 0:0 |

### Tabela końcowa Primera B Nacional 2009/10
| Poz | Klub                            | Mecze | Zw | Rem | Por | Pkt | BrZd | BrStr |
| --- | ------------------------------- | ----- | -- | --- | --- | --- | ---- | ----- |
| 1   | Olimpo Bahía Blanca             | 38    | 19 | 14  | 5   | 71  | 50   | 24    |
| 2   | CA Argentino de Quilmes         | 38    | 17 | 13  | 8   | 64  | 39   | 31    |
| 3   | Atlético Rafaela                | 38    | 18 | 9   | 11  | 63  | 53   | 35    |
| 4   | CA All Boys                     | 38    | 19 | 6   | 13  | 63  | 45   | 37    |
| 5   | Instituto Córdoba               | 38    | 16 | 12  | 10  | 60  | 39   | 29    |
| 6   | Belgrano Córdoba                | 38    | 15 | 12  | 11  | 57  | 47   | 41    |
| 7   | San Martín San Juan             | 38    | 14 | 14  | 10  | 56  | 48   | 39    |
| 8   | Gimnasia y Esgrima Jujuy        | 38    | 14 | 12  | 12  | 54  | 34   | 37    |
| 9   | Unión Santa Fe                  | 38    | 14 | 11  | 13  | 53  | 54   | 49    |
| 10  | Defensa y Justicia Buenos Aires | 38    | 14 | 10  | 14  | 52  | 54   | 53    |
| 11  | San Martín Tucumán              | 38    | 12 | 14  | 12  | 50  | 39   | 41    |
| 12  | Ferro Carril Oeste              | 38    | 12 | 13  | 13  | 49  | 36   | 39    |
| 13  | Boca Unidos Corrientes          | 38    | 11 | 15  | 12  | 48  | 42   | 48    |
| 14  | CA Platense                     | 38    | 11 | 14  | 13  | 47  | 39   | 40    |
| 15  | Independiente Rivadavia Mendoza | 38    | 12 | 11  | 15  | 47  | 47   | 58    |
| 16  | Merlo Buenos Aires              | 38    | 12 | 10  | 16  | 46  | 35   | 44    |
| 17  | Tiro Federal Rosario            | 38    | 12 | 8   | 18  | 44  | 52   | 53    |
| 18  | CAI Comodoro Rivadavia          | 38    | 11 | 10  | 17  | 43  | 47   | 52    |
| 19  | Aldosivi Mar del Plata          | 38    | 12 | 6   | 20  | 42  | 44   | 54    |
| 20  | Sportivo Italiano Buenos Aires  | 38    | 6  | 4   | 28  | 22  | 34   | 74    |

### Klasyfikacja strzelców bramek
| Gole | Piłkarz      | Klub                 |
| ---- | ------------ | -------------------- |
| 19   | Diego Armani | Tiro Federal Rosario |

## Mecze barażowe o awans do I ligi
| Data         | Mecz                                               |
| ------------ | -------------------------------------------------- |
| 19 maja 2010 | CA All Boys - Rosario Central 1:1                  |
| 19 maja 2010 | Atlético Rafaela - Gimnasia y Esgrima La Plata 1:0 |
| 23 maja 2010 | Rosario Central - CA All Boys 0:3                  |
| 23 maja 2010 | Gimnasia y Esgrima La Plata - Atlético Rafaela 3:1 |

Do I ligi w miejsce klubu Rosario Central awansował klub CA All Boys. Klub Atlético Rafaela nie zdołał awansować do I ligi, w której miejsce swoje zachował klub Gimnasia y Esgrima La Plata.

## Tabela spadkowa
O tym, które kluby drugoligowe spadną do III ligi decydował dorobek punktowy w przeliczeniu na jeden rozegrany mecz uzyskany przez kluby w ostatnich trzech sezonach.
| Poz | Klub                            | 2007/08 pkt/m | 2008/09 pkt/m | 2009/10 pkt/m | Razem pkt/mecze | Średnia |
| --- | ------------------------------- | ------------- | ------------- | ------------- | --------------- | ------- |
| 1   | Atlético Rafaela                | 53/38         | 62/38         | 63/38         | 178/104         | 1.561   |
| 2   | Belgrano Córdoba                | 56/38         | 62/38         | 57/38         | 175/104         | 1.535   |
| 3   | San Martín Tucumán              | 66/38         | 0/0           | 50/38         | 116/76          | 1.526   |
| 4   | CA Argentino de Quilmes         | 55/38         | 51/38         | 64/38         | 170/104         | 1.491   |
| 5   | CA All Boys                     | 0/0           | 50/38         | 63/38         | 113/76          | 1.487   |
| 6   | Olimpo Bahía Blanca             | 0/0           | 40/38         | 71/38         | 111/76          | 1.461   |
| 7   | Instituto Córdoba               | 43/38         | 59/38         | 60/38         | 162/104         | 1.421   |
| 8   | Gimnasia y Esgrima Jujuy        | 0/0           | 0/0           | 54/38         | 54/38           | 1.421   |
| 9   | Unión Santa Fe                  | 56/38         | 49/38         | 53/38         | 158/104         | 1.386   |
| 10  | San Martín San Juan             | 0/0           | 49/38         | 56/38         | 105/76          | 1.382   |
| 11  | Ferro Carril Oeste              | 51/38         | 52/38         | 49/38         | 152/104         | 1.333   |
| 12  | Tiro Federal Rosario            | 54/38         | 50/38         | 44/38         | 148/104         | 1.298   |
| 13  | Aldosivi Mar del Plata          | 48/38         | 57/38         | 42/38         | 147/104         | 1.289   |
| 14  | Defensa y Justicia Buenos Aires | 43/38         | 49/38         | 52/38         | 144/104         | 1.263   |
| 15  | Boca Unidos Corrientes          | 0/0           | 0/0           | 48/38         | 48/38           | 1.263   |
| 16  | Independiente Rivadavia Mendoza | 47/38         | 50/38         | 47/38         | 144/104         | 1.263   |
| 17  | Merlo Buenos Aires              | 0/0           | 0/0           | 46/38         | 46/38           | 1.211   |
| 18  | CAI Comodoro Rivadavia          | 51/38         | 36/38         | 43/38         | 130/104         | 1.140   |
| 19  | CA Platense                     | 42/38         | 37/38         | 47/38         | 126/104         | 1.105   |
| 20  | Sportivo Italiano Buenos Aires  | 0/0           | 0/0           | 22/38         | 22/38           | 0.579   |

Do trzeciej ligi spadły bezpośrednio dwa ostatnie w tabeli kluby. Ponadto w barażach o utrzymanie się w II lidze wystąpiły dwa kluby - najsłabszy klub spośród klubów prowincjonalnych (Interior) oraz najsłabszy spośród klubów stołecznych (Metropolitano).
Bezpośrednio do drugiej ligi awansowali mistrzowie III ligi - mistrz III ligi stołecznej (Primera C Metropolitana) Almirante Brown Buenos Aires oraz mistrz III ligi prowincjonalnej (Torneo Argentino A) Patronato Paraná.

### Baraże o utrzymanie się w II lidze
| Data         | Mecz                                                                                                   |
| ------------ | --- |
| 18 maja 2010 | Sarmiento Junín - Merlo Buenos Aires 0:1                                                               |
| 22 maja 2010 | Merlo Buenos Aires - Sarmiento Junín 1:0 mecz rozegrany został na stadionie klubu Armenio Buenos Aires |
| 23 maja 2010 | Santamarina Tandil - CAI Comodoro Rivadavia 2:2                                                        |
| 30 maja 2010 | CAI Comodoro Rivadavia - Santamarina Tandil 5:0                                                        |

Obie drużyny drugoligowe obroniły się przed spadkiem.